# Zubia (ort)
Zubia är en ort i Spanien. Den ligger i provinsen Provincia de Granada och regionen Andalusien, i den södra delen av landet, 400 km söder om huvudstaden Madrid. Zubia ligger 755 meter över havet och antalet invånare är 17 803.
Terrängen runt Zubia är varierad. Runt Zubia är det ganska tätbefolkat, med 65 invånare per kvadratkilometer. Närmaste större samhälle är Granada, 7,9 km norr om Zubia. Trakten runt Zubia består till största delen av jordbruksmark.